# Hustířanský les
Hustířanský les je přírodní památka nacházející se jihozápadně od silnice spojující obce Hustířany a Vilantice ve vzdálenosti cca 1,5 km od Hustířan. Lokalita přírodní památky je fragment bukových doubrav s výrazným podílem hospodářského lesa v podobě smrkové monokultury v centrální a východní části území přírodní památky, modřínového lesa v severovýchodním cípu přírodní památky, mladé smrkové výsadby v severozápadní části území přírodní památky a olšiny v jihovýchodní části přírodní památky. Území patří do Královéhradeckého kraje, leží na rozhraní okresů Náchod a Trutnov.

## Předmět ochrany
Hlavním předmětem ochrany je populace silně ohroženého druhu – rostliny střevíčníku pantoflíčku (Cypripedium calceolus) a jeho biotopu spolu s ochranou dalších zvláště chráněných druhů rostlin - vstavač nachový (Orchis purpurea), medovník velkokvětý (Melittis melissophyllum), okrotice bílá (Cephalanthera damasonium), upolín nejvyšší (Trollius altissimus) a vemeník dvoulistý (Platanthera bifolia).

## Galerie

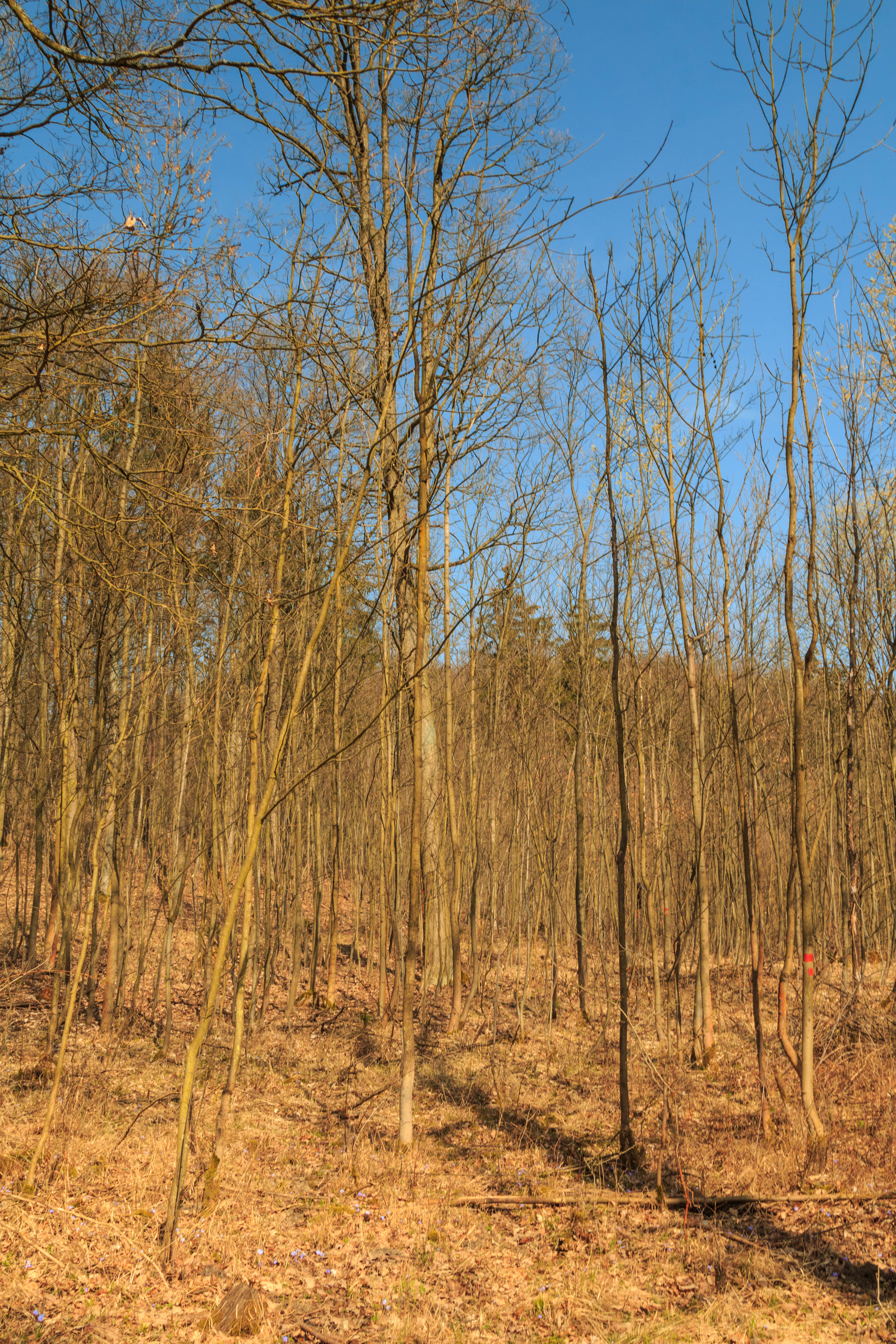
Přírodní památka Hustířanský les
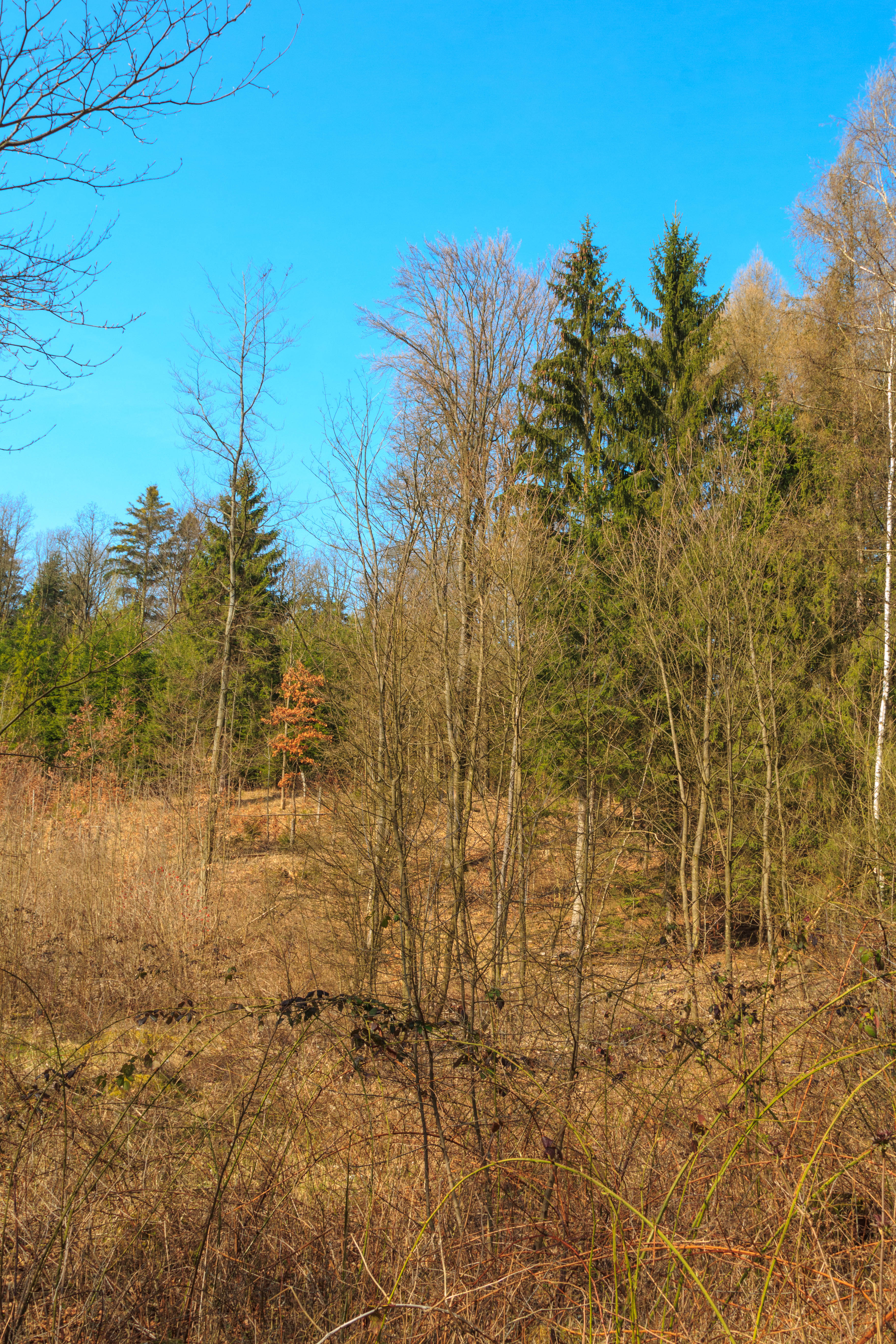
Přírodní památka Hustířanský les
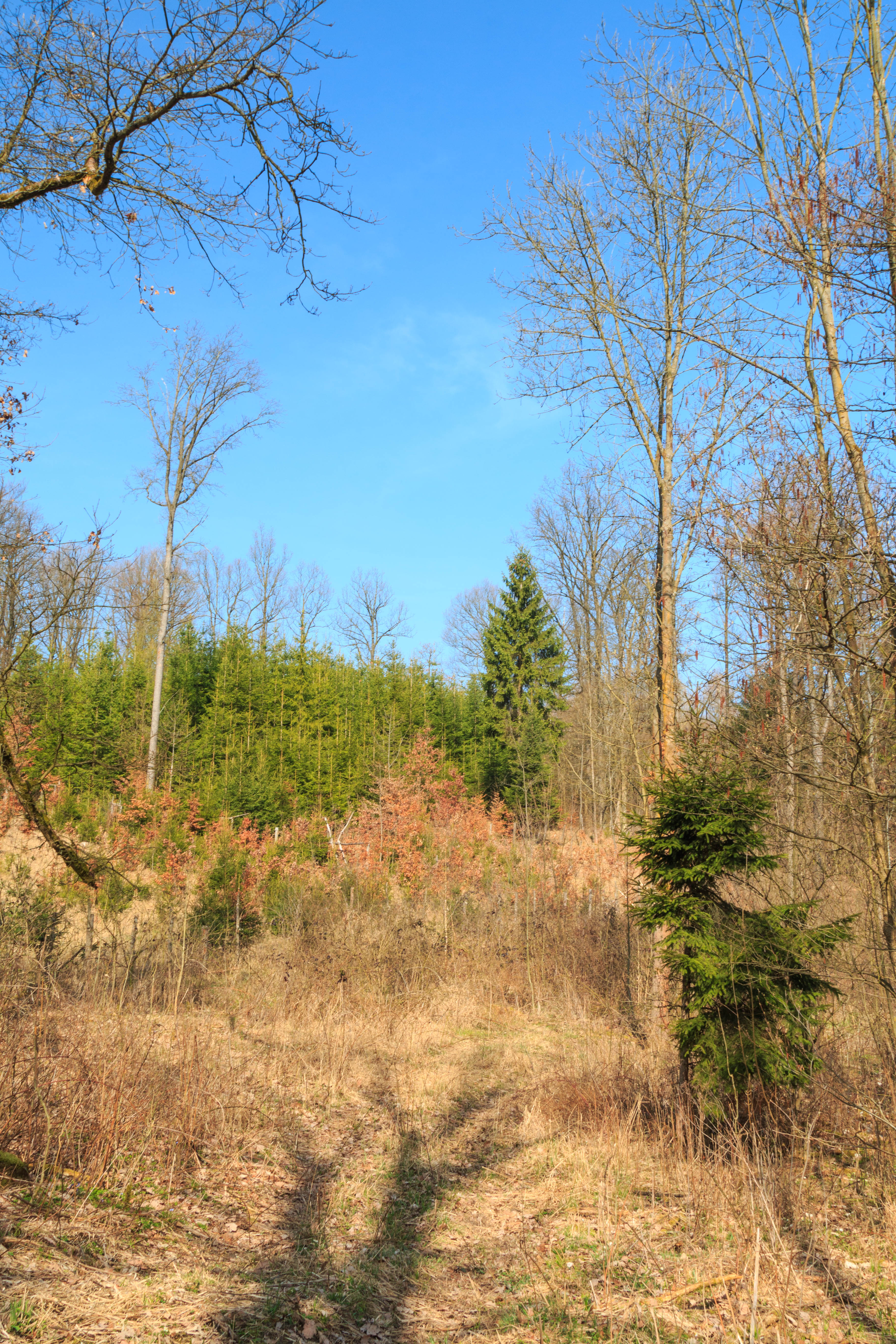
Přírodní památka Hustířanský les
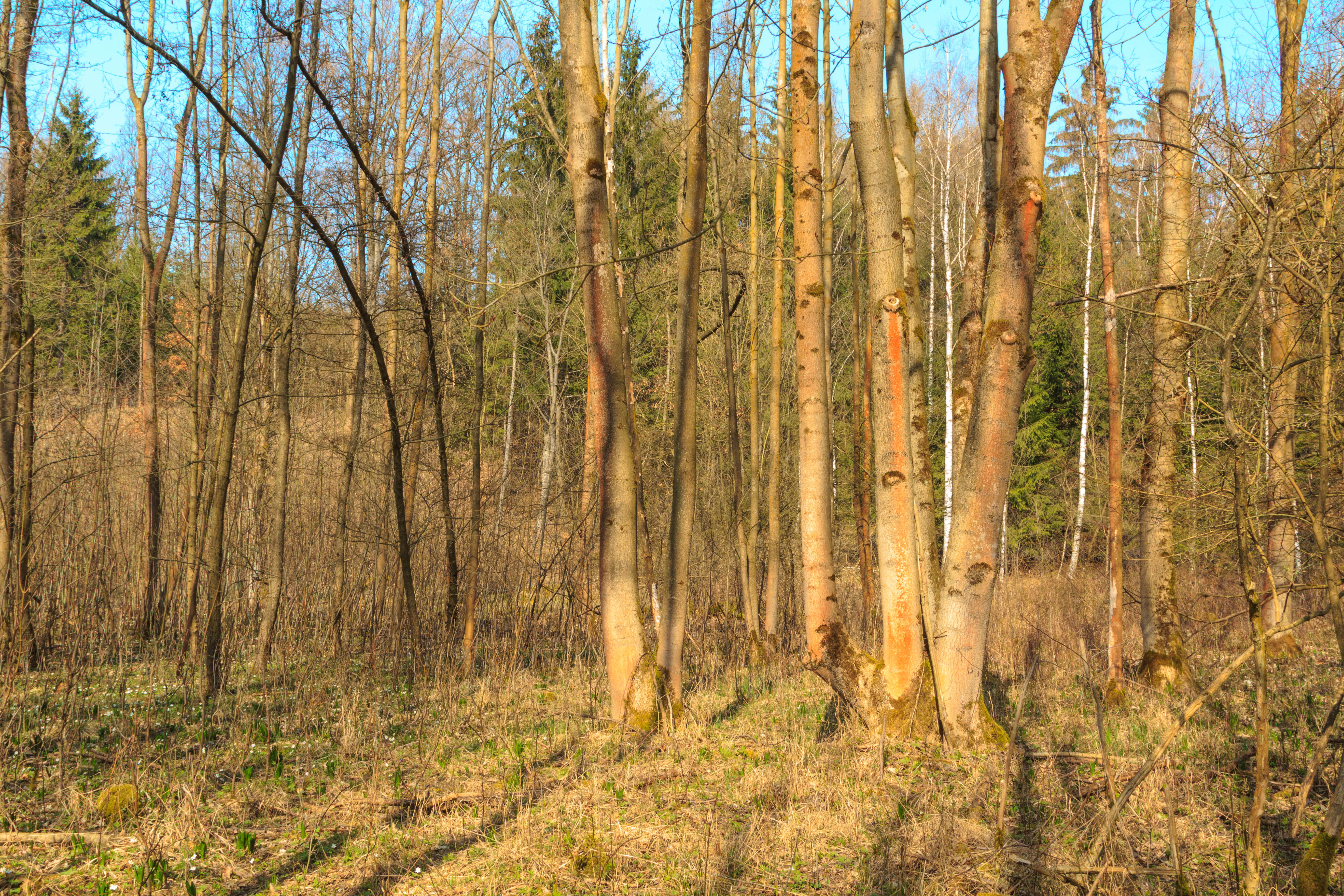
Přírodní památka Hustířanský les